# Гермсир
Гермсир или Гармсир, Гермезир, Дещестан е дълга и тясна (до 80 km) ивица от крайбрежни пустини, простиращи се покрай северните брегове на Ормузкия проток и Аденския залив на Арабско море, на териториите на Югоизточен Иран и Западен Пакистан. Представлява наклонена на юг пролувиална равнина, преминаваща в приморска низина, на места заблатена. Крайбрежната ивица е образувана от няколко реда пясъчни хълмове, разделящи тесни долини. Климатът е тропичен. Средна януарска температура в град Джаск (в Иран) 19,4°С, средна юлска – 32,5°С, годишна сума на валежите около 120 mm, с ясно изразен зимен максимум. Почвите са пустинно примитивни, на места със солончаци. Растителността е предимно пустинна, малко по-богата по долините на реките (акации, прозописи и др.). През зимата се развива буйна тревиста ефемерова покривка. В оазисите и около населените места има малки горички от финикови палми. На места по крайбрежието е развита мангрова растителност. Практикува се пасищно животновъдство. 